# 2-C-metileritritol 4-fosfato
El 2-C-metileritritol 4-fosfato es un monosacárido de 5 átomos de carbono que actúa como intermediario en la ruta no mevalonato, siendo el producto de la catálisis llevada a cabo por la enzima DOXP reductasa.